# Pantalejmon Simanski
Pantalejmon Simanski ros. Симанский Пантелеймон Николаевич (ur. 12 października 1866 w Petersburgu, zm. 22 kwietnia 1938 w Warszawie) – generał porucznik Armii Imperium Rosyjskiego, historyk wojskowości.
1 września 1883, po ukończeniu Pskowskiego Korpusu Kadetów, rozpoczął zawodową służbę w armii rosyjskiej. Dwa lata później, po ukończeniu 2 Konstantynowskiej Szkoły Wojskowej, został przydzielony do Pawłowskiego Pułku Gwardii. W 1909 awansował na generała majora, a w następnym roku objął dowództwo II brygady 35 Dywizji Piechoty.
W czasie I wojny światowej, od 19 lipca 1914 do 7 lipca 1917, dowodził 61 Dywizją Piechoty. W maju 1915, w czasie bitwy pod Gorlicami, dowodzona przez niego dywizja zajmowała stanowiska w samych Gorlicach. W 1917 awansował na generała porucznika i został wyznaczony na stanowisko dowódcy XLVII Korpusu, który wchodził w skład Frontu Rumuńskiego. W czasie wojny domowej w Rosji dowodził 1 Dywizją Strzelców Samodzielnego Pskowskiego Korpusu Ochotniczego, który latem 1919 r. wszedł w skład Armii Północno-Zachodniej. 
Od 1919 przebywał na emigracji w Polsce. Początkowo działał w Rosyjskim Komitecie Politycznym. Później zajął się pracą naukową, głównie nad historią wielkiej wojny. Współpracował z Wojskowym Instytutem Naukowo-Wydawniczym i Wojskowym Biurem Historycznym. Publikował w Bellonie i Przeglądzie Historyczno-Wojskowym. Szereg rękopisów zakupionych przez Wojskowe Biuro Historyczne zostało złożonych w Archiwum Wojskowym. Zmarł 22 kwietnia 1938 w Warszawie. Pochowany na cmentarzu prawosławnym na Woli.

## Odznaczenia
- Order Świętego Stanisława III klasy (1895); II klasy (1905); I klasy z mieczami (1915)
- Order Świętej Anny III klasy (1898); II klasy (1908); I klasy z mieczami (1915)
- Order Świętego Włodzimierza III klasy (1913); II klasy (1915)